# Seraías
Seraías, algumas vezes escrito como Serias, foi sumo sacerdote de Israel na época da destruição do templo de Jerusalém por Nabucodonosor II.
Seu nome significa soldado de Jeová.

## História bíblica
Seraías era um sacerdote da linhagem de Eleazar, filho de Aarão, sendo filho de Azarias, filho de Hilquias.
Após a captura de Jerusalém, em 588 a.C. ou 586 a.C.,[carece de fontes?]  Nebuzaradã, o capitão da guarda de Nabucodonosor, levou Seraías, o sumo sacerdote, Sofonias, o segundo sacerdote, e os três guardas do vestíbulo, até onde estava o rei, em Ribla, na terra de Hamate, onde este os matou.
Seu filho Jozadaque foi levado cativo para a Babilônia.
A Bíblia também o menciona como pai de Esdras.
Seu neto Jesua, filho de Jozadaque, foi, junto de Zorobabel, filho de Sealtiel, o primeiro a oferecer sacrifícios a Deus depois do exílio.

## Comentários
De acordo com o Easton's Bible Dictionary, Seraías IV, o sacerdote executado por Nabucodonosor, era diferente de Seraías VI, o pai de Esdras.
Pelas contas de Adam Clarke, se Seraías, o pai de Esdras, fosse identificado com o sumo sacerdote Seraías, então Esdras deveria ter, pelo menos, cento e vinte e dois anos de idade no momento que ele foi a Jerusalém levar a carta de Artaxerxes, identificado com Artaxerxes Longímano; a alternativa a esta impossibilidade é supor que filho foi usado no sentido de descendente.
John Gill, porém, não vê problema em considerar Esdras filho do sumo sacerdote Seraías, o que faria dele tio paterno de Josua, o sumo sacerdote neto de Seraías.